# Bartłomiej Bonk
Bartłomiej Wojciech Bonk (Więcbork, 11 ottobre 1984) è un sollevatore polacco.
E' medagliato olimpico, mondiale e campione europeo e nel 2004 ebbe una squalifica per doping di 18 mesi.

## Palmarès
Olimpiadi
- 1 medaglia:
  - 1 argento (105 kg a Londra 2012).

Mondiali
- 1 medaglia:
  - 1 bronzo (105 kg a Breslavia 2013).

Europei
- 2 medaglie:
  - 1 oro (105 kg a Tbilisi 2015)
  - 1 bronzo (105 kg a Kazan 2011).